# Aline Villares Reis
Aline Villares Reis (* 15. April 1989 in Aguaí, SP) ist eine brasilianische Torwarttrainerin und Fußballspielerin. Sie spielt auf der Position einer Torhüterin.

## Karriere

### Verein
Aline fühlte sich zum Fußballspiel inspiriert, als sie Spiele der Fußball-Weltmeisterschaft 1994 mit Cláudio Taffarel im Elfmeterschießen des Finals von Brasilien gegen Italien sah.
Mit zwölf Jahren ging Aline zum Guarani FC, wo sie mit dem Futsal begann und in die Jugendmannschaft wechselte. Sie spielte bis zum 18. Lebensjahr für die Mannschaft und erhielt dann ein Angebot in die USA zu wechseln. Sie bekam ein Stipendium an der University of Central Florida in Orlando, wo sie von 2008 bis 2011 für deren Fußballteam die Knights antrat.
2012 versuchte Aline in Finnland ihre ersten Schritte als Profi. Sie ging zu Seinäjoki Mimmiliiga aus Seinäjoki. Mit diesem trat sie in der zweiten Liga des Landes an. Aline musste nach drei Monaten wieder abreisen, weil ihr Visum abgelaufen war.
Im Anschluss nahm die Spielerin an der University of California, Los Angeles ihr Studium auf. Während dieser Zeit betreute sie deren Fußballteam, die UCLA Bruins, von 2013 bis 2016 als Torwarttrainerin.
Von Januar bis Mai 2016 trat Aline in ihrer Heimat für Ferroviária an und kehrte nach den Olympischen Spielen in Rio de Janeiro in die USA zurück. Hier trat sie bis 2017 für Santa Clarita Blue Heat in Ventura an. 2017 ging sie dann nach Ungarn, wo sie beim Győri ETO FC unterzeichnete. Noch vor Saisonende verließ sie mit weiteren Spielerinnen den Klub, weil die Gehaltszahlungen ausblieben.
Ab der Saison 2018/19 spielte sie für UD Tenerife in Spanien. Anfang April 2021 erhielt Aline hier eine Vertragsverlängerung bis Saisonende 2022/23. Sie verließ den Klub vor Ablauf des Kontraktes. Im Januar 2022 erhielt sie ein Angebot von Orlando Pride, für diese als Torwarttrainerin zu arbeiten, welches Aline annahm. Sie arbeitete hier mit Amanda Cromwell als Cheftrainerin zusammen, welche sie bereits aus ihrer Zeit bei UCLA Bruins kannte.
Am 10. Oktober 2022, nach der Veröffentlichung eines gemeinsamen Untersuchungsberichts der National Women’s Soccer League und der Spieler Vertretung National Women's Soccer League Players Association zum NWSL-Missbrauchsskandal im Jahr 2021, entschied sich die Liga, Aline in einen unbezahlten Verwaltungsurlaub zu versetzen und Cromwell sowie Assistenztrainer Sam Greene, welche bereits im Juni von Orlando suspendiert wurden, zu entlassen. Cromwell und Greene sollen Druck auf die Spielerinnen ausgeübt haben, damit diese den Ermittlern im Missbrauchsfall keine negativen Äußerungen über sie machen. Zu Aline sagte der Bericht aus, dass sie nicht bei den Ermittlungen kooperiert und die Spielerinnen unter Druck gesetzt habe, sich positiv über die Beschuldigten zu äußern. Aline wurde verpflichtet, an Schulungen in Bezug auf Vergeltung, Diskriminierung, Belästigung und Mobbing teilzunehmen und an einem obligatorischen Executive Coaching teilzunehmen. Sie durfte erst dann wieder an ihren Arbeitsplatz zurückkehren, wenn sie die obligatorische Schulung abgeschlossen, ein Fehlverhalten eingestanden und ein aufrichtiges Engagement zur Änderung ihres Verhaltens gezeigt hatte.
Im Januar 2023 wurde die Rückkehr von Aline zu Tenerife bekannt. Nach Abschluss der Saison wechselte die Spielerin nach Saudi-Arabien zu al-Hilal.

### Nationalmannschaft
2009 erhielt Aline erstmals eine Einladung zu Trainings der Fußballnationalmannschaft. Aber erst am 23. Juli 2016 stand sie als Reservetorhüterin in einem Freundschaftsspiel gegen Australien erstmals im Kader der Auswahl. Das Spiel diente zur Vorbereitung der Mannschaft auf die Olympischen Sommerspiele in Rio de Janeiro, für welche sie neun Tage zuvor berufen wurde. Im Zuge des Olympiaturniers erhielt Aline ihren ersten Länderspieleinsatz. Im letzten Gruppenspiel gegen Südafrika ersetzte sie die Stammtorhüterin Bárbara, welche geschont werden sollte. Brasilien hatte seine beiden ersten Spiele gewonnen und konnte kaum noch vom ersten Platz der Gruppe verdrängt werden. Es blieb bei dem einen Einsatz bei den Wettbewerben, bei denen Brasilien sich im Spiel um Bronze Kanada mit 1:2 geschlagen geben musste.
In der Folge kam sie zu weiteren Berufungen und Einsätzen. Hervorzuheben sind hierbei der Gewinn der Copa América der Frauen 2018, ein Spiel in der Gruppenphase gegen Bolivien, sowie die Teilnahme an der Fußball-Weltmeisterschaft der Frauen 2019, keine Einsätze. Auch bei den Olympischen Sommerspielen 2020, welche aufgrund der COVID-19-Pandemie auf 2021 verschoben wurden, war Aline Teil des Olympiakaders, keine Einsätze.

## Erfolge

### Als Spielerin
UCF Knights
- Conference-USA: 2007, 2009, 2010

Nationalmannschaft
- Copa América der Frauen: 2018

### Als Torwarttrainerin
UCLA Bruins
- NCAA Division I National Championship: 2013
- Pac-12 Conference Championship: 2013, 2014

### Auszeichnungen
- UCF Athletics Hall of Fame: 2019[17]
- Premio Marca: 2021 (beste iberoamerikanische Fußballerin)[18]

## Trivia
Aline studierte an der University of California Gesundheitswissenschaften mit den Schwerpunkten Bildung, Gesundheit und Soziologie. Anschließend absolvierte sie ihren Master im Bereich Sport.
Im März 2022 war Aline in Brasilien Teil eines Projektes, Classe das Campeãs, zur Förderung junger Athletinnen. In einer Serie von acht Folgen teilte Aline ihre Erfahrungen als Trainerin und Athletin, ihre Fähigkeiten als Torhüterin und ihre Techniken zur Entwicklung von emotionaler Intelligenz und Gedankenspielen. ESPN Brasil strahlte die Serie „Jornada Aline Reis“ ab dem 9. März 2022 aus.